# NRJ12
NRJ12 va ser un canal de televisió juvenil francès i privat del grup NRJ. Creat l'any 2005 per ampliar l'oferta de canals de televisió de la TDT francesa, el canal també es podia veure per cable i satèl·lit i tenia una vocació purament juvenil.
El grup NRJ, responsable de diverses emissores de ràdio d'èxit a França, va concebre NRJ12 com una imitació d’MTV i, per tant, el canal emetia nombrosos programes de telerealitat, sèries juvenils, programes del cor, entre d'altres.
Inicialment, però, s'anomenava NRJTV. El projecte fou al principi un fracàs. Se'n va obrir una el 1986 però les baixes audiències fan fer que es desestimés el projecte. A l'època, NRJTV havia de ser un canal de televisió purament musical. Diferents grups buscaven crear-ne un i finalment fou TV6, avui M6, qui n'obtingué el vistiplau. TV6 no va prosperar i va haver de reinventar-se com a M6. L'apagada de TV6 va tenir lloc durant el govern de Jacques Chirac el 28 de febrer del 1987. Fou amb l'arribada de la televisió digital terrestre que el grup NRJ es replantejà novament l'obertura d'un TV6 renovat. L'any 2005 és el vistiplau i inicialment el canal divulga sobretot contingut musical, fins que es reorienta el canal cap a un MTV a la francesa. Paral·lelament, es crea el canal NRJ HITS, dedicat exclusivament a contingut musical amb videoclips virant a tota hora. L'aposta per un canal més divers i girat cap al públic adolescent i juvenil ha portat al grup NRJ a comprar diversos programes de telerealitat i sèries estrangeres com Física o Química.
L'any 2024, l'Arcom no va renovar l'autorització per emetre a la TDT. La fi de la seva difusió a la TDT es va produir el 28 de febrer de 2025, tot i que el canal va intentar continuar les emissions a través de plataformes d'internet o IPTV.